# El Gran Hampa
El Gran Hampa es un personaje de dibujo animado de Argentina, dirigido al público infantil, creado por Manuel García Ferré y perteneciente a la serie de televisión Hijitus.

## Características
Es un mafioso siniestro, el jefe de Neurus y posiblemente de todos los delincuentes de Trulalá. Su aspecto es muy extraño: se veía en un sillón una mancha negra con dos ojos, una boca y dos brazos que activaban los controles de su sillón. El poseer un gato y que nunca se lo viera sugiere que fue inspirado por el personaje de Blofeld en las primeras películas de James Bond. Al final se descubre que el gran Hampa era Serrucho, uno de los ayudantes de Neurus, quien utilizaba un manto que cubría su rostro. Poseía también un cuervo que era su mensajero, y un arma que hacia humo a la gente. Siempre podía ver a sus rivales por una pantalla desde su sillón y activar armas desde allí. Hablaba con una voz rasposa y un tanto escalofriante. Finalmente se revela que El Gran Hampa era Serrucho disfrazado. Otra teoría canónica del universo de Hijitus revela que este malhechor era en realidad el padre de Oaky, el señor Gold Silver. Esto sería una alegoría a Dr. Jeckyll y Mr. Hyde.